# Iglesia de la Orden Tercera del Carmen
La Iglesia de la Venerable y Arquiepiscopal Orden Tercera de Nuestra Señora del Monte de Carmen, más conocida como iglesia de la Orden Tercera del Carmen (en portugués Igreja da Venerável e Arquiepiscopal Ordem Terceira de Nossa Senhora do Monte do Carmo o Igreja da Ordem Terceira do Carmo), es un templo católico de Río de Janeiro. Fue construida a mediados del siglo XVIII. Se localiza en el Centro, junto a la Iglesia de Nuestra Señora del Carmen de la Antigua Sé, en la Plaza XV de Noviembre.

## Historia y arte
La Orden Tercera del Carmen funciona en Río de Janeiro desde el siglo XVII en una capilla cercana al Convento de Carmen. La Orden se decidió por la construcción de una nueva iglesia en 1752. El proyecto es atribuido al portugués Manuel Alves Setúbal, también constructor del edificio, con planta modificada por Frei Xavier Vaz de Carvalho. Las obras se extendieron de 1755 a 1770, quedando las torres inacabadas. Las torres actuales, con sus cúpulas bulbosas cubiertas de azulejos, se construyeron entre 1847 a 1850 por el arquitecto Manuel Joaquim de Melo Corte Real, profesor de dibujo de la Academia Imperial de Bellas Artes.

### Fachada

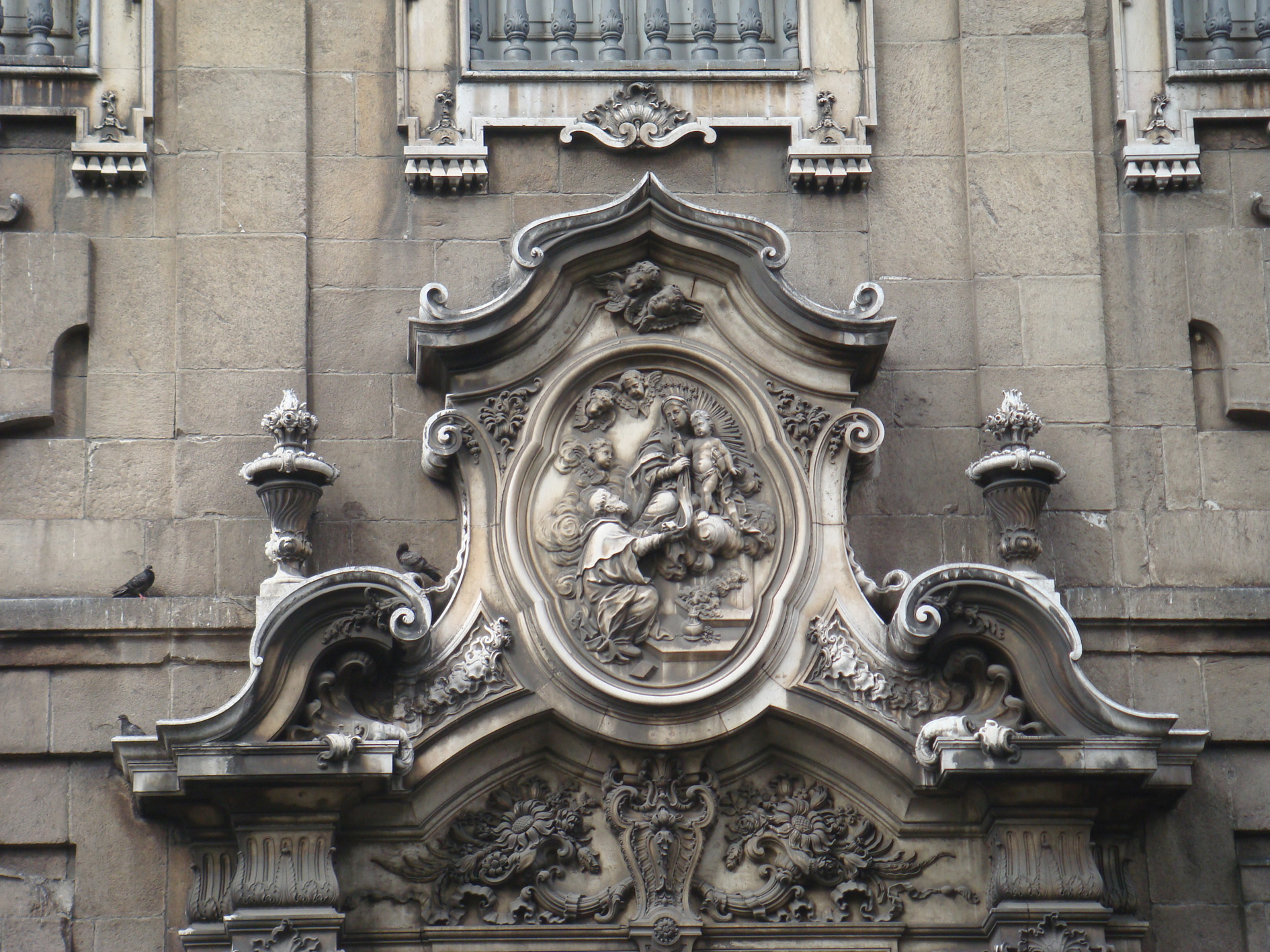
Detalle del portal principal traído de Lisboa en 1761. El emblema muestra a San Simón recibiendo el escapulario de las manos de Virgen del Carmen, que carga al Niño Jesús.

Cuenta con bellos portales, ventanales y un frontón contracurvado típico del barroco. La fachada es única entre las iglesias coloniales de Río de Janeiro por estar totalmente revestida con piedra, sin lo contraste entre a cantaría y el reboque blanco, característica de la mayoría de las iglesias coloniales brasileñas. La fachada de piedra, así como el perfil de los ventanales, columnas y portales de la fachada son influencia de la arquitectura lisboeta de la época pombalina. El uso de las fachadas totalmente en piedra no se firmó en Río, posiblemente por el hecho de la piedra carioca ser demasiado oscura.
Los portales principal y lateral de la iglesia son en mármol portugués y albergan imágenes de la Virgen y el Niño. Fueron encomendados la escultores lisboetas e instalados en 1761. Son considerados los mejores de su tipo en Río de Janeiro.

### Interior
La iglesia tiene una sola nave con pasillos y capillas laterales. Su ábside es rectangular. El templo cuenta a su vez con una talla dorada de estilo Rococó. La decoración interna comenzó en 1768 con el tallador Luiz de Fonseca Rosa, que a partir de 1780 fue auxiliado por Valentim de Fonseca y Silva (el Maestro Valentim), quien trabajaría en este obra hasta 1800. 
La Capilla del Noviciado, construida a la derecha del ábside, está revestida por una talla rococó de Valentim, una de sus primeras obras, esculpida entre 1772 y 1773. Las pantallas de la capilla son obra del pintor colonial Manuel de la Cuña.
Entre 1829 y 1855 las paredes de la nave fueron llenadas con talla por el escultor Antônio de Pádua y Castro, lo que dio al interior un aspecto más homogéneo. También el siglo XIX se abrió una pequeña cúpula sobre el ábside para permitir la entrada de luz.